# 多可浄日
多可 浄日（たか の きよひ、生年不明 - 宝亀11年10月24日（780年11月24日））は、奈良時代中期から後期にかけての女官。名は浄日女とも記される。氏姓は高麗使主のち多可連。官位は従四位下・典侍。

## 生涯
後宮出仕の時期は明らかではないが、孝謙朝の天平宝字2年（758年）6月、一族の高麗馬養ら4人とともに、高麗使主から多可連に改氏姓とある。この時、「内侍典侍・従五位下」とあり、既に後宮での地位を築いていたものと思われる。また、同時に半島系の渡来系氏族である余益人らも百済朝臣、狛連広足らも長背連の氏姓を賜っている。
淳仁朝の天平宝字5年（761年）6月に、光明皇太后国忌御斎への伴奉の労により、熊野広浜・多気弟女とともに従五位上 から正五位下に昇叙。
天平神護元年（765年）正月、藤原仲麻呂の乱における行賞として、大野仲智・安倍都与利・熊野広浜・古仁虫名とともに、正五位上になる。翌2年12月（767年1月）、正五位下から従四位下に叙されている多可連浄日女も、彼女のことではないか、とされている。この「正五位下」は「正五位上」の誤りではないか、とも考えられる。
それからしばらく記録が途絶えるが、光仁朝の宝亀11年（780年）10月、従四位下の浄日が卒去したとある。この時、「典侍」とあり、激動の時代の中で、20年以上典侍を勤めあげた人生だった。

## 官歴
『続日本紀』による。
- 時期不詳：従五位下・典侍
- 天平宝字2年（758年）6月4日：高麗使主から多可連に改姓
- 時期不詳：従五位上
- 天平宝字5年（761年）6月26日：正五位下
- 天平神護元年（765年）正月7日：正五位上
- 時期不詳：正五位下？
- 天平神護2年12月27日（767年1月31日）：従四位下
- 宝亀11年（780年）10月24日：卒去